# Comostola subtiliaria
Comostola subtiliaria är en fjärilsart som beskrevs av Bremer 1864. Comostola subtiliaria ingår i släktet Comostola och familjen mätare. Inga underarter finns listade i Catalogue of Life.